# 國際冰上滑盤總會
國際冰上滑盤總會（International Federation Ice stock sport，IFI）是一個成立於1934年，專門管轄國際冰上滑盤事務的組織。目前，該組有44個成員國加盟，旗下的主要比賽有世界錦標賽和歐洲錦標賽。它的總部設在德國曼海姆。

## 外部連結
- 官方網站 （页面存档备份，存于）